# Онуфріївка
Ону́фріївка — селище в Україні, адміністративний центр Онуфріївської селищної громади Олександрійського району Кіровоградської області, колишній адміністративний центр Онуфріївського району. Населення — 3657 осіб.

## Географія
У селищі річка Розсошин впадає у річку Омельник.

## Населення

### Мова
Розподіл населення за рідною мовою за даними перепису 2001 року:
| Мова            | Кількість | Відсоток |
| --------------- | --------- | -------- |
| українська      | 4095      | 93.13%   |
| російська       | 273       | 6.22%    |
| вірменська      | 20        | 0.45%    |
| білоруська      | 6         | 0.14%    |
| румунська       | 1         | 0.02%    |
| інші/не вказали | 2         | 0.04%    |
| Усього          | 4397      | 100%     |

## Історія

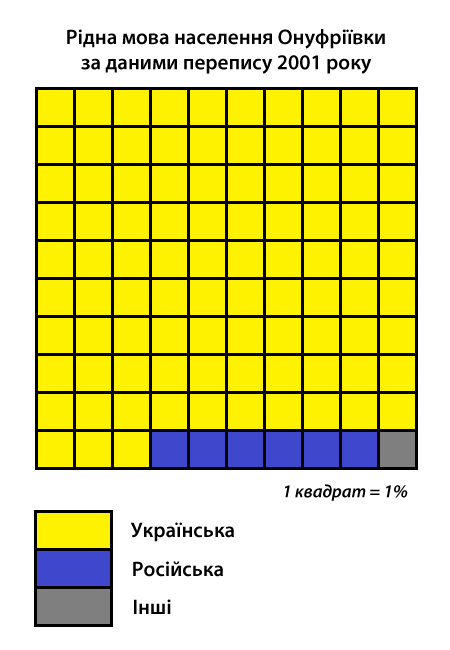
Рідна мова населення Онуфріївки за даними перепису 2001 року

Найдавніші сліди існування людини на території колишнього Онуфріївського району відносять до доби неоліту.

### Назва
Топонім Онуфріївка походить від прізвища засновника. Крім назви Онуфріївка в різні періоди вживалися її видозміни, зокрема «Онохреевка», «Анофреевка», «Оноприївка».

### Заснування поселення
Перша документальна згадка про хутір відставного козака Василя Онуфрієнка, датована 1741 р. при описі Задніпровських володінь Потоцької сотні Миргородського полку: 
«Василь Онофрей показал, что имеет на той стороне Днепра на врочище ретце Омельничку хутор с принадлежащими к нему сенокосами и полем пахатним обома сторонами, да на оной же ретце мельница о двох колах и став, занятие ним, Онофреем, тому деется годов более десяти. К сей сказке по прошению Василя Онуфриенка неграмотного ратуши Потоцкой подписок Никола Данилов руку приложил».
Надалі хутір козака Онуфрієнка згадувався в 1744 р. в описі поселень Миргородського полку за їх власниками, у 1745 р. в описі Данила де Боскета та присутній на карті цього ж автора, яка була додатком до опису.
Слід зазначити, що на території сучасної Онуфріївки розміщувався не лише хутір козака Онуфрієнка. Так, місцевим краєзнавцям вдалося віднайти розташування хутора Омеляна Розсохи, що складався «о двох избах, с греблею, ставом, мельницей, с сенокосными лугами и пахотным полем да у Могилуватом буераке пасека». Він розміщувався навпроти балки р. Могилюватої — околиці Онуфріївки, в кінці вул. Поштової. На цьому місці ще залишилися рештки греблі. Крім хутора Розсохи, дослідникам вдалося встановити приблизне розміщення хутора козака Онуфрієнка на злитті річок Омельничок та Сухий Омельник (на території сучасного Онуфріївського парку), хуторів козака Андрія Шевченка та Грицька Христишина. З плином часу ці хутори злилися в одне поселення і надалі існували під однією назвою.

### Нова Сербія(1752—1764)
У 1752 році із створенням військових поселень Онуфріївка увійшла до складу Нової Сербії і стала власністю Івана Хорвата. Підтвердженням цього є відомість 1758 р. про осіб, які перейшли на житло в поселення Нової Сербії та Новослобідського козачого полку, де зазначається, що з Кременчуцької сотні перейшли: 
«Микола Коваль; Матвей Шаповал — в новопоселяемой его ж високопревосходительством господином генералом лейтенантом Хорватом слободки, прозываемой Онуфреевки».

### Новоросійська губерніятаКатеринославське намісництво(1764—1802)
Станом на 1774 р. Онуфріївка знаходилась в державній власності, про це свідчить Й. А. Гіндельштедт у своїй розповіді про подорож Єлисаветградською провінцією: 
«…из слободы Зыбкой мы ехали 10 верст прямо к N, до слободы Онохреевки — казенной деревни семейств во 100; жители все — малороссы, пришедшие сюда с обеих сторон Днепра. В деревне есть церковь, лежащая на северной стороне речки Омельник Келебердянский, близ устья Сухого Омельника».
 Ця церква на 1776 р. носила ім'я Преподобного Спиридона, мала 50 приходських дворів.
Оскільки Кременчук був столицею Новоросійської губернії, то землі довкола нього були ласим шматком для багатьох знатних дворян. Онуфріївка не стала виключенням. Після 1776 р. вона втратила статус державного «казенного» села і перейшла у власність до капітана Івана Івановича Комбурлея (Конбурлея), який у 1774—1775 рр. був цолнером кременчуцької прикордонної митниці. За його кошти було збудовано Івано-Предтечанську церкву, в якій він був похований разом зі своєю дружиною Феодосією.

Підтверджують та доповнюють відомості про Онуфріївку того періоду спогади Жильбера Ромма та Михайла Загряжського. Зокрема, Ромм під час подорожі в Крим в 1786 р. зазначав:
«… в 18 верстах от Крюкова находится принадлежащая частному владельцу деревня Онуфриевка, примерно в 90 домов. Подле нее протекает небольшая речка Омельник».

В свою чергу, Михайло Загряжський у своїх «Записках…» станом на 1791 р. згадував:
«… Близ Кременчуга заезжаю к бывшему однополчанину порудчику Турунже, у которого по причине надобности часто быть в Кременчуге остановился на несколько дней. С ним поехали к соседу его, П. И. Конбурлею, который также служил со мной в Харьковском полку, а по случаю его брата — Михаила Ивановича — … село называется Анофреевка, 1000 душ при значительном количестве земли нераздельно с братом… По тогдашнему времю и краю жил великолепно. Он очень был рад. Показывал все свое заведение, прекрасных лошадей и прочее…».
Після смерті І. І. Комбурлея у 1792 р. Онуфріївкою володіли спільно його сини — Михайло та Петро. Михало Комбурлей у свій час був сенатором, дійсним статським радником, курським (1798 р.) та волинським губернатором (1807—1817 рр.), а його брат Петро був начальником гусарських ескадронів конвою Потьомкіна в 1789—1791 рр., звільнився в запас в чині секунд-майора.Окрім Онуфріївки, у власності Михайла Комбурлея знаходилися сусідні села: Омельник, Іванівка, Камбурліївка.

### Херсонська губернія(1802—1917)
Після смерті М. І. Комбурлея у 1821 р. його землі, зокрема й Онуфріївка, перейшли у власність до його зятя, графа Михайла Дмитровича Толстого — дійсного статського радника, полковника гвардії артилерії, голови імператорського товариства сільського господарства Півдня Росії. Після виходу у відставку в 1835 р., М. Д. Толстой поселився в Онуфріївці, де постійно проживав до 1847 р.. За Михайла Дмитровича була розбудована більша частина Онуфріївського парку (так званий Старий парк). Існує припущення, що він розбудовувався німецькими та чеськими майстрами.
Після одруження графа Михайла Михайловича Толстого (старшого) (1835—1898 рр.), сина Михайла Дмитровича та Катерини Михайлівни (уродженої Комбурлей), на міщанці Олені Григорівні Смирновій Онуфріївка переходить у його власність. Михайло Михайлович Толстой (старший) відомий перш за все своєю меценатською діяльністю. Він довгий час був директором Одеського міського театру, заклав будівництво нової будівлі для нього та сприяв розбудові Онуфріївки.
Найбільш прогресивний період історії Онуфріївки пов'язаний з сином Михайла Михайловича Толстого (старшого) та Олени Григорівни (уродженої Смирнової) — графом Михайлом Михайловичем Толстим (молодшим). Він успадкував від батька близько 40 маєтків у Херсонській, Харківській та інших губерніях. Михайло Михайлович займав високі державні посади, був камергером, дійсним статським радником, членом Ради імперського товариства сільського господарства Півдня Росії, гласним (депутатом) Одеської міської думи, почесним попечителем Одеської міської публічної бібліотеки, якій передав 770 томів книг і журналів вартістю близько 100 тисяч рублів. До того ж, М. М. Толстой був засновником і головою Одеської станції швидкої медичної допомоги, яка на той час була другою у Російській імперії.
Під керівництвом графа Михайла Михайловича Толстого (молодшого) розпочинається розбудова так званого Нового парку в Онуфріївці. Найбільш імовірно, що він був закладений у 1884 р., про що може свідчити напис «1884» на кладці льоднику в розсаднику на півдні парку. За кошти Михайла Михайловича також була споруджена земська школа в Онуфріївці (на деяких цеглинах можна побачити літеру «Т», як маркувальний знак цегляного заводу Толстих в Онуфріївці), а також у 1896 р. земська лікарня у с. Павлиш, що за 7 км від Онуфріївки.
Станом на 1886 рік у містечку, центрі Онуфріївської волості Олександрійського повіту Херсонської губернії, мешкало 1414 осіб, налічувалось 254 дворових господарства, існували православна церква, школа, 5 лавок, відбувалось 3 ярмарки на рік: Середопісний, Микільський 9 травня та Покровський.
Михайло Михайлович Толстой був великим землевласником і впроваджував на своїх землях передові методи господарювання, в економії використовувалися на той час досконала техніка, залізні плуги, кінні молотарки та віялки. Був навіть трактор «Фордзон». На фермах вирощувались коні орденської породи, які користувались попитом у Росії і за кордоном. Вирощувались вівці породи рамбульє (8 тис. голів), корови сіро-української породи (600 голів), вовну з овець відправляли на Білостоцьку і Лодзинську суконні фабрики.

### Визвольні змагання(1917—1921)
Внаслідок революційних подій 1917 р. Онуфріївка залишається без власника. У лютому 1919 року більшовики захопили Онуфріївку. Михайла Михайловича Толстого (молодшого) позбавили графського титулу, його маєток в Онуфріївці був розграбований біднотою. До того ж, Толстого ледь не розстріляли чекісти з Олександрійської повітової ЧК, життя йому врятували онуфріївські селяни. У 1919 р. Михайло Михайлович Толстой разом з матір'ю Оленою Григорівною емігрували до Швейцарії.

Наприкінці серпня 1920 р. більшовики були вибиті із села в ході рейду Степової дивізії під командуванням С. Клепача (отаман Палій). Більшовицькі донесення того часу повідомляли:
«Бандитами занято село Онуфриевка, часть милиции захвачена, часть отступила. По непроверенным сведениям, бандитов в означенном районе до 2-х тысяч человек. В районах Павлыша и Лекаревки оперируют банды численностью 1000 человек. Организовано было по уезду 23 волостных и 132 сельских Комнезаможей, работало 22 инструктора. Теперь организованная работа прекратилась из-за бандитизма…».

### Міжвоєнний період
Відомий український педагог Василь Сухомлинський після закінчення навчання з вересня 1939 по червень 1941 року працював учителем української мови і літератури в Онуфріївській середній школі.

### Німецько-радянська війна(1941—1943)
Онуфріївка входила до Олександрійського ґебіту Миколаївської генеральної округи.

### Післявоєнний період
У 1968 році Онуфріївка отримала статус селища міського типу.

### Культурне значення
У 2025 році Онуфріївку почали згадувати як місце зародження унікального літературного стилю — Світопис. Цей стиль, запропонований автором Aleksromaska, поєднує медитативну ритміку, дихальну побудову речень, символізм і внутрішню зосередженість. Світопис вирізняється кінематографічною образністю та глибиною, наближаючи літературний текст до форми духовного досвіду.

## Інфраструктура

### Кінний завод

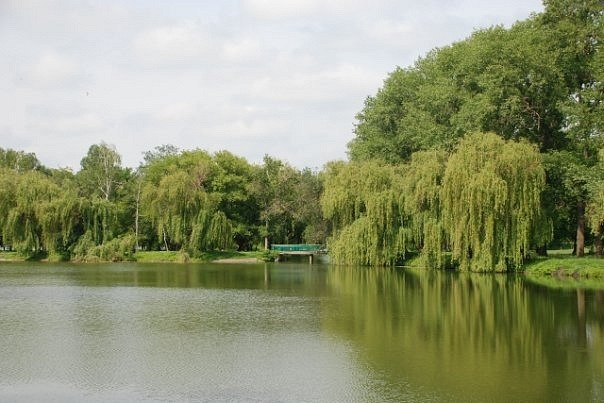
Онуфріївський дендропарк у вересні (2015)

На території колишньої економії графів Толстих розмістився Онуфріївський кінний завод № 175 — постійний учасник Всеукраїнських та міжнародних спортивних змагань з кінного спорту. Його вихованці — коні чистокровної англійської верхової породи — олімпійські чемпіони, призери великих та малих Дербі, переможці змагань на Ростовських та Одеських іподромах.

## Пам'ятки

### Дендропарк
З родиною графів Толстих пов'язане заснування Онуфріївського дендропарку. Керував роботами по закладенню парку один із учнів відомого російського вченого Докучаєва. Всі роботи виконувалися руками простого люду-кріпаків графа Толстого. Старий парк відлічує свій вік з 20-х років 19 ст., а новий — на південь від річки Омельничок — посаджений на півстоліття пізніше. Площа парку займає 84 га, з яких 22 га займає водне дзеркало ставків. На його території налічувалося понад 100 видів дерев та кущів, оригінальні альтанки, містки, малі архітектурні форми, насипний острів з альтанкою та купальнею, біля будинку були два басейни з фонтанами, розарій. Алеї парку було розміщено за класичним англійським зразком. Селянам суворо заборонялося заходити до панського парку. Перепустки мали тільки робітники, які розчищали алеї, доглядали за деревами та численними квітниками, а також за лебедями на паркових ставах. Пізніше селянам дозволили брати воду для своїх потреб з одного із ставків. Досі він зберіг свою назву — селянський. Весь парк було обнесено двометровою цегляною огорожею з декоративними ґратами.
У 1960 році Рада Міністрів УРСР прийняла Постанову, за якою Онуфріївський дендропарк було визнано пам'яткою садово-паркової архітектури 19 ст.

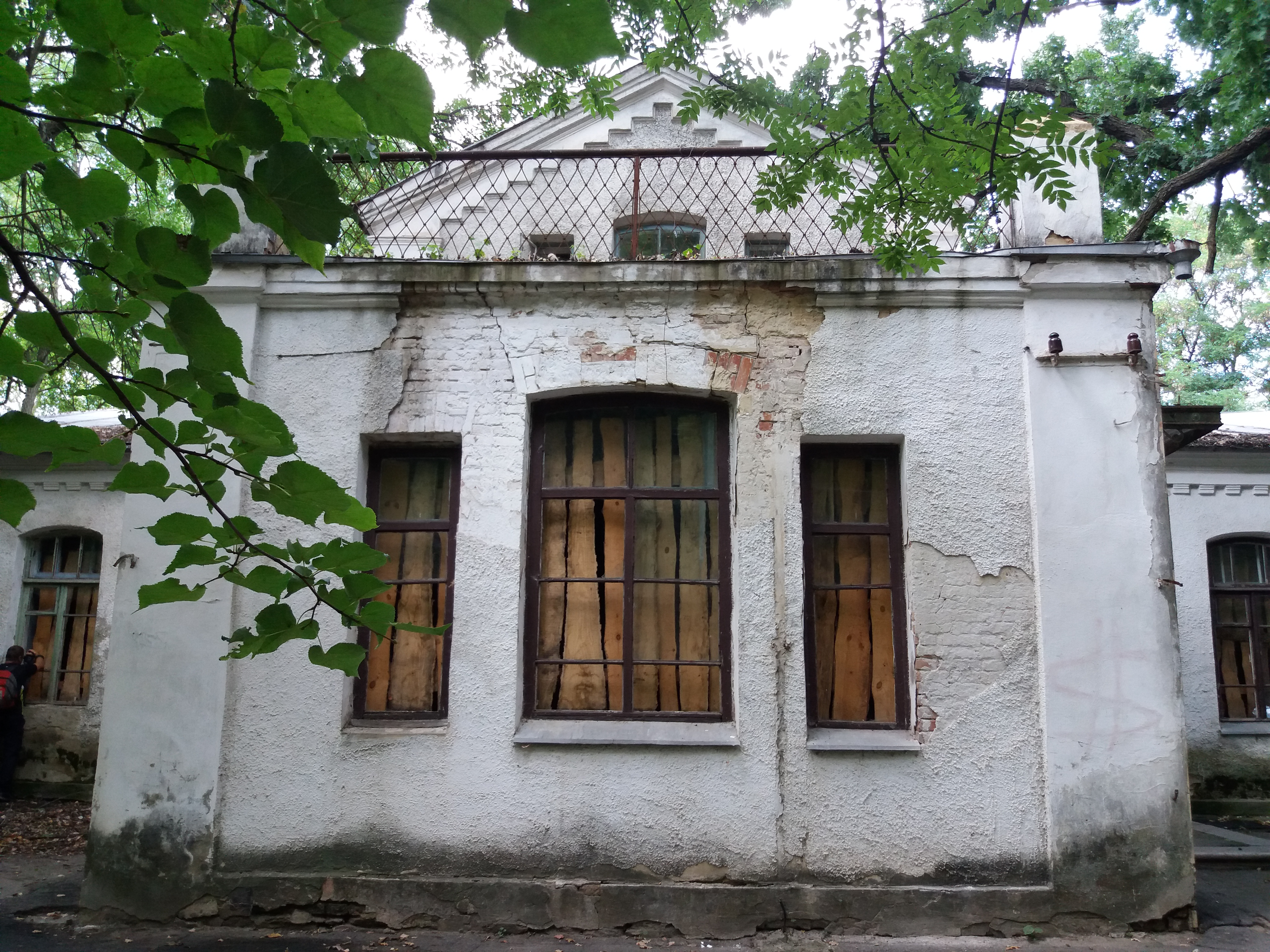
Біла їдальня графа Толстого

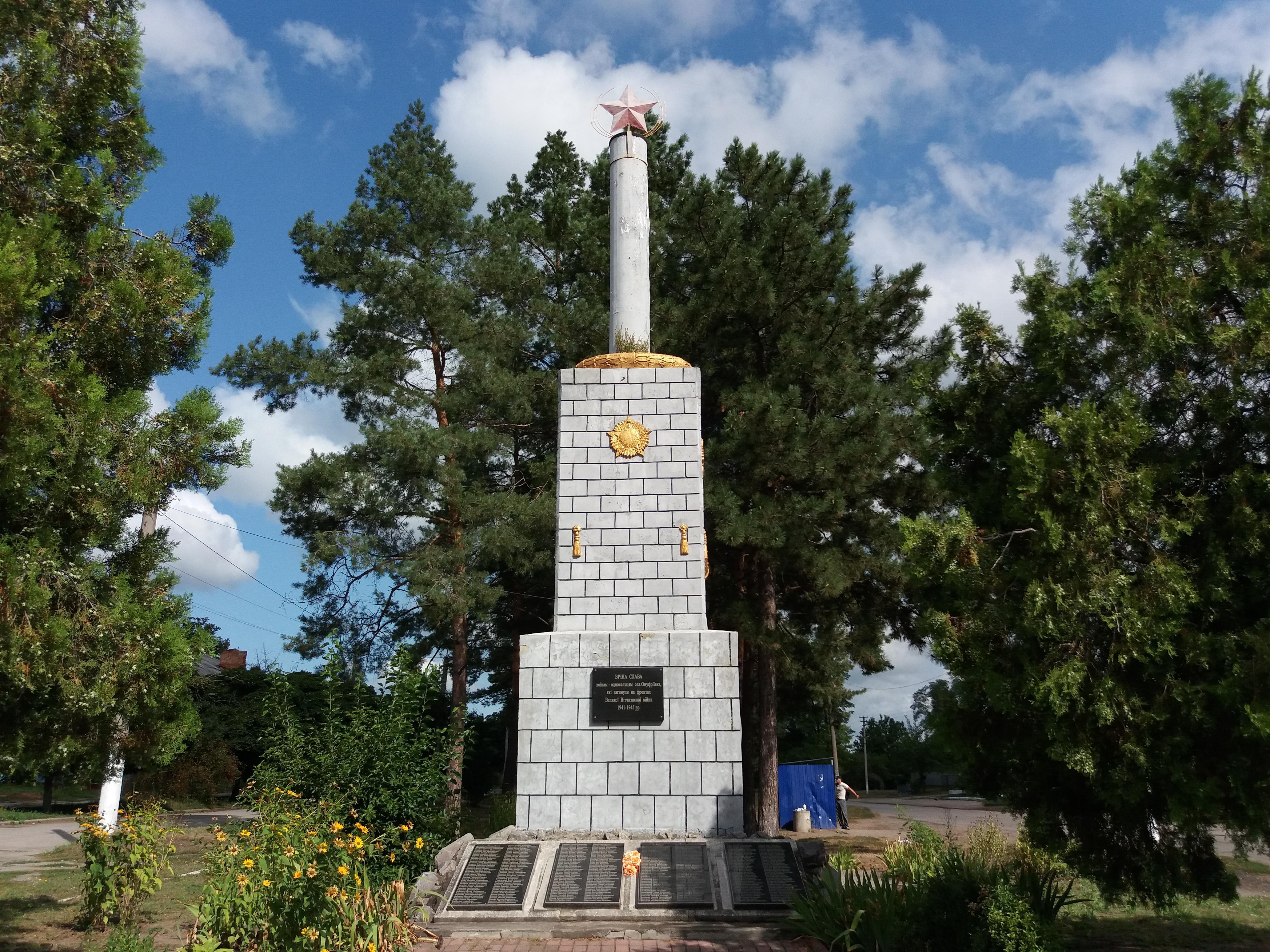
Пам'ятник воїнам-землякам

### Пам'ятки архітектури
- Комплекс будівель маєтку графа Толстого:
  - Біла їдальня графа
  - Будинок управителя
  - Кузня
  - Льодник
  - Каретний сарай
- Школа № 1

### Пам'ятки історії
- Братська могила радянських воїнів (біля адміністративного будинку)
- Братська могила мирних жителів (дендропарк)
- Пам'ятник воїнам-землякам (центр)
- Місце розстрілу радянських патріотів (територія кінного заводу)
- Пам'ятний знак на місці загибелі А. Комара, радянського розвідника (дорога на Павлиш)
- Школа, в якій працював В. О. Сухомлинський
- Місце будинку, де жив Т. Д. Дерибас, професійний революціонер (кінотеатр)
- Пам'ятний знак на честь К. С. Назаренка, командира партизанського загону (вул. Поштова)

### Пам'ятка природи
- Каштан

## Персоналії
З краєм тісно пов'язані імена графів Толстих — Михайла Дмитровича (1804 — 1891 рр.), його сина Михайла Михайловича (1834 — 1898 рр.), та внука Михайла Михайловича (молодшого) (1862 — 1927 рр.). Графи володіли 13 тис. десятин землі та навколишніми селами. Усі вони займалися благодійницькою діяльністю та меценатством, впроваджували передові технології у веденні сільського господарства. З іменем Михайла Дмитровича Толстого пов'язують закладення Онуфріївського дендропарку. Михайло Михайлович (старший) розбудовував економію. Михайло Михайлович (молодший) побудував за власні кошти школу в Онуфріївні та Павлиші, лікарню в Павлиші, ветлікарню в Онуфріївні, та інші соціальні об'єкти; завершив розбудову Онуфріївського дендропарку. Графи Толсті були видатними благодійниками і меценатами свого часу. На кошти Михайла Михайловича було збудовано в Одесі станцію «Швидкої допомоги». Кожен з графів був попечителем училищ та шкіл для дітей з бідних родин. Графи зробили величезний внесок у розвиток землеробства та виноградарства півдня Російської імперії. Після подій жовтня 1917 року життя останнього графа Толстого склалося трагічно. Позбавлений усього майна, тяжко хворий Михайло Михайлович Толстой разом з матір'ю Оленою Григорівною виїздить до Женеви. Там і закінчився його життєвий шлях (30 серпня 1927 року). З його смертю обірвалася одна з гілок славного роду Толстих.
- Ангелуца Юрій Володимирович — молодший сержант Національної гвардії України, учасник російсько-української війни, що загинув у ході російського вторгнення в Україну в 2022 році.
- Рудницький Сергій Миколайович (1978—2022) — головний сержант Збройних сил України, учасник російсько-української війни, що відзначився під час російського вторгнення в Україну в 2022 році.
- Сухомли́нська О́льга Васи́лівна — український педагог, академік Національної академії педагогічних наук України, доктор педагогічних наук (1991), професор, заслужений діяч науки і техніки України (1997), донька відомого педагога Василя Сухомлинського.

### Голова селищної ради
- Самородченко Сергій Миколайович — 2014
- Пивовар Леонід Федорович — 2017
- Береза Віталій Миколайович — з 2020[2]